# Václav Šafránek
Václav Šafránek (nació el 20 de mayo de 1994) es un jugador de tenis checo.
El hizo su debut en Grand Slam en el US Open 2017. Luego de pasar la clasificación.

## Títulos Challenger
| Leyenda               | Individuales | Dobles |
| --------------------- | ------------ | ------ |
| ATP Challenger Series | 0            | 1      |

### Dobles (1)
| N.º | Fecha      | Torneos              | Superficie    | Pareja      | Oponentes                            | Resultado |
| --- | ---------- | -------------------- | ------------- | ----------- | ------------------------------------ | --------- |
| 1.  | 15.07.2017 | Challenger de Båstad | Tierra batida | Tuna Altuna | Sriram Balaji Vijay Sundar Prashanth | 6-1, 6-4  |